# Cronaca del Ferraiolo

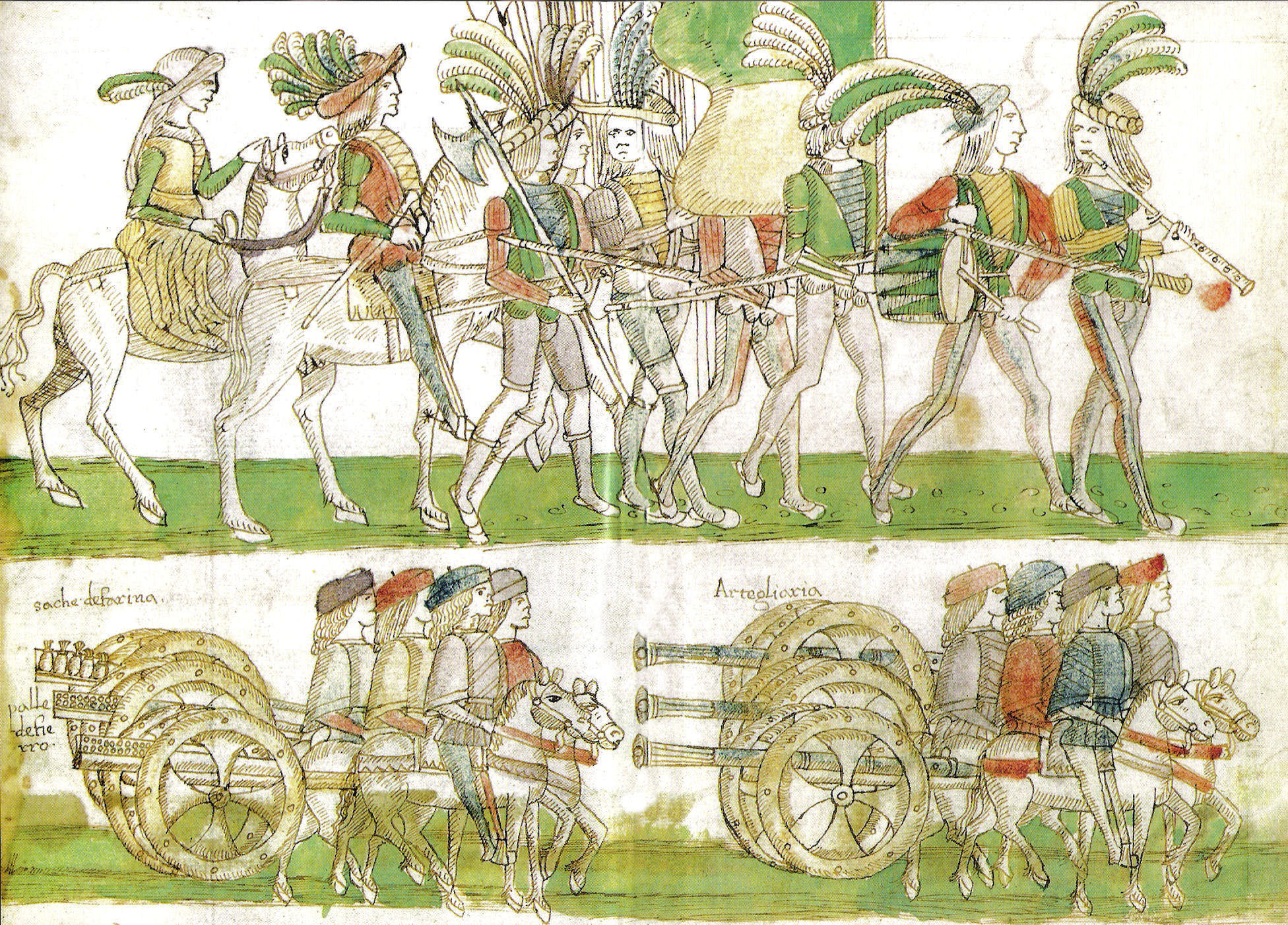
L'entrata delle truppe francesi di Carlo VIII in Napoli il 22 febbraio 1495, dopo l'assedio della città. Miniatura dal MS 801

La Cronaca del Ferraiolo (o Cronaca figurata del Quattrocento) è una cronaca illustrata napoletana di compilazione tardo medievale, opera di Melchiorre (o Melchionne) Ferraiolo, autore della seconda metà del Quattrocento, funzionario aragonese di medio rango cui si conosce poco più del nome. L'opera fu redatta, e il manoscritto vergato di suo pugno, nell'ultimo decennio del Quattrocento, quando si era ormai agli sgoccioli del dominio aragonese sul Regno di Napoli, periodo storico del quale il cronista è importante testimone.

## Tradizione manoscritta
La cronaca è tramandata da un solo testimone, un codice napoletano, illustrato da miniature, dimostratosi autografo, ora conservato presso la Pierpont Morgan Library di New York.
Insieme alla Cronaca figurata, il codice newyorchese tramanda altre opere: la Cronaca di Partenope (già nota in molte altre versioni), una copia del Trattato de li bagni de Pezola (sui bagni di Pozzuoli) e una copia incompleta del Fasciculus temporum (storia universale attribuita al monaco tedesco Werner Rolevinck).

## Contenuti

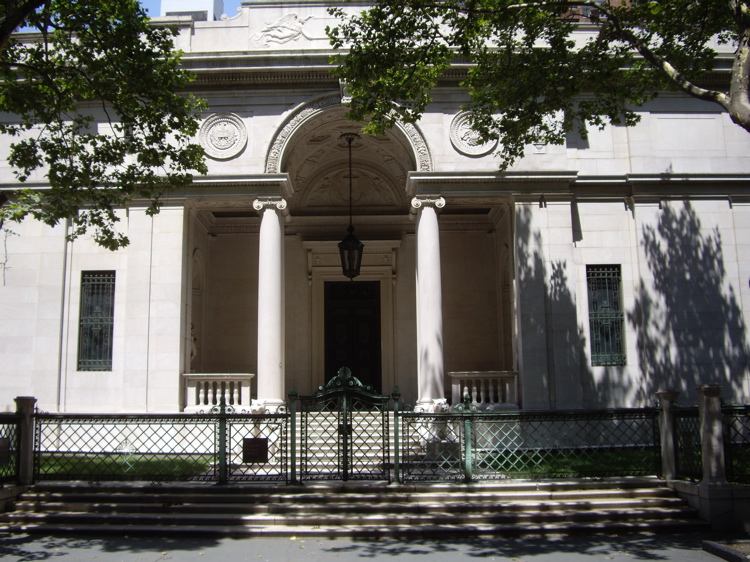
La Pierpont Morgan Library, presso cui è custodito l'autografo e unico testimone della Cronaca del Ferraiolo

Il testo si compone di 247 paragrafi, in cui si narrano vicende del Regno di Napoli della seconda metà del Quattrocento. La narrazione inizia con l'ingresso trionfale a Napoli, nel 1442, di Alfonso d'Aragona. L'enfasi, tuttavia, si concentra soprattutto sui quattro anni successivi al 1494, periodo al quale sono dedicati ben ben 200 paragrafi, nel frangente storico segnato dalla morte di Ferrante d'Aragona (1494) e dalle vicende della successione dinastica aragonese al trono di Napoli, fino all'ingresso in città di Federico d'Aragona (1498), figlio di Ferrante e di Isabella di Clermont. Questo nucleo forte della narrazione, che si dipana su un arco temporale di circa quattro anni, è dominato dalle vicende militari della discesa nella penisola di Carlo VIII di Francia e delle Guerre d'Italia.
Il punto di vista della narrazione è di una persona schierata dalla parte aragonese: l'intera opera, infatti, è concepita con uno scopo "ideologico", il sostegno alla causa dei sovrani aragonesi.
L'angolazione prospettica dalla quale si assiste alle vicende storiche è interna alle mura della città: ciascun paragrafo si sviluppa su temi di cui è giunta notizia (nova) ai cittadini di Napoli, con una corrispondenza biunivoca in cui ciascun argomento veicolato dalla nova riceve il suo sviluppo narrativo in un distinto paragrafo.

## Storia editoriale
La Cronaca figurata del Ferraiolo fu messa per iscritto, dallo stesso autore, probabilmente negli anni tra il 1494 e il 1498.
Il manoscritto, entrato nelle collezioni newyorchesi della Morgan Library & Museum, ha ricevuto un'edizione commentata dallo storico e archivista Riccardo Filangieri di Candida nel 1956.
L'opera ha poi beneficiato di un'edizione critica nel 1987, a cura di Rosario Coluccia.
L'estrazione burocratica dell'autore emerge con chiarezza dall'uso di modi stilistici e forme lessicali provenienti dal gergo burocratico e cancelleresco, ma anche dalla prosa permeata di estratti e "frammenti" di documenti di cancelleria o di capitoli reali, o da meno evidenti contaminazioni e commistioni lessicali. Anche quando, riferendo di un bando, ne amalgama il contenuto nel tessuto narrativo, si riconosce la dipendenza del cronista da un testo formale.
Altro elemento peculiare della tecnica compositiva del Ferraiolo è l'incorporazione, nell'impasto narrativo, delle azioni militari e di elementi e materiali attinti alla tradizione orale e popolare: in questo collage di frammenti esterni, Rosario Coluccia ha individuato, ad esempio, la presenza di uno strambotto popolare vertente sullo scontro avvenuto nel 1495 tra francesi e abitanti di Ischia (dove aveva trovato rifugio Federico d'Aragona), oltre ad alcune ottave prese a prestito da un cantare dedicato alla battaglia e ai martiri di Otranto (1480-1481).

### Edizioni
- Riccardo Filangieri di Candida, Una cronaca napoletana figurata del Quattrocento, Accademia di architettura, lettere e belle arti, L'Arte tipografica, Napoli, 1956.
- Ferraiolo, Cronaca, edizione critica a cura di Rosario Coluccia, Firenze, Accademia della Crusca, 1987.